# Atomic Robo-Kid
Atomic Robo-Kid (アトミックロボキッド?) è un videogioco arcade sparatutto a scorrimento del 1988 prodotto da UPL. Si controlla un robot volante dall'aspetto caricaturale su scenari alieni. Nel 1990 uscì per gli home computer Amiga, Atari ST e Commodore 64, edito dalla filiale britannica della Activision, e per PC Engine (edito da UPL), Sega Mega Drive (Treco) e Sharp X68000 (System Sacom). La versione per PC Engine venne pubblicata con il titolo di copertina Atomic Robo-Kid Special (アトミックロボキッド スペシャル?).
Era prevista una versione Activision per ZX Spectrum, che probabilmente uscì solo come demo giocabile sulla rivista Your Sinclair, per poi essere abbandonata.
Negli anni 2010 Atomic Robo-Kid è stato incluso nella raccolta di emulazioni Arcade Archives.

## Trama
Nel XXI secolo la colonia spaziale Terra-12 è stata bombardata da radiazioni mutanti e invasa da alieni dall'aspetto robotico. Il piccolo e bizzarro robot Robo-Kid viene inviato dai coloni superstiti per sconfiggere gli invasori. Dovrà attraversare varie ambientazioni del pianeta, biomeccaniche o naturali, per distruggere tutti i boss detti i "governatori".
In caso di vittoria, nella versione Sega Mega Drive è presente una scena finale dove  Robo-Kid libera il "biodroide" Eve, con l'aspetto di una ragazza, che curerà gli effetti delle radiazioni.

## Modalità di gioco
Atomic Robo-Kid è uno sparatutto bidimensionale con visuale di lato e scorrimento multidirezionale. Inizialmente Robo-Kid cammina sul pavimento, ma può subito raccogliere un power-up che gli dà la capacità di volare, muovendosi liberamente in tutte le direzioni e rivolgendosi a destra o sinistra. Gli scenari sono di solito percorsi lineari delimitati da bordi e Robo-Kid può posarsi sui pavimenti per tornare a camminare, mentre sbattere conto pareti e soffitti è innocuo. Fa eccezione la versione Commodore 64, dove fin dall'inizio si può soltanto volare.
Raccogliendo altri power-up è possibile accumulare quattro diverse armi più potenti, oltre a quella di base. Il giocatore può selezionare a piacere l'arma tra quelle in suo possesso. Il missile è l'unica arma che può essere puntata dal giocatore in una qualsiasi delle 8 direzioni, inoltre può distruggere i proiettili nemici al volo. Esistono anche altri potenziamenti (esclusa la versione Commodore 64), come maggior velocità o scudo protettivo temporaneo.
I nemici comuni sono diversi tipi di robot volanti o di terra che sparano a loro volta. Si possono incontrare anche ammassi di globuli disarmati, che si limtano a intralciare Robo-Kid, e postazioni di artiglieria fisse. Si perde una vita se colpiti dai proiettili nemici, mentre scontrarsi con i nemici comuni è innocuo per entrambi. In caso di perdita di una vita si perde solo l'arma aggiuntiva che si stava utilizzando.
Il gioco è suddiviso in livelli (qui chiamati act, "atti"), che in alcuni casi hanno due uscite permettendo al giocatore di scegliere l'area successiva tra due alternative. Alcuni livelli consistono in arene dove avviene soltanto il combattimento con uno dei boss, che sono robot enormi. Dopo la sconfitta di ogni boss, tranne l'ultimo, c'è un altro livello in un'arena più piccola a schermata fissa, dove avviene un duello con un robot della stessa taglia di Robo-Kid (sequenza che ricorda il classico Gun Fight).
La versione Special per PC Engine presenta alcune novità, la più evidente è la presenza di una barra dell'energia vitale che permette di sopportare più attacchi prima di perdere una vita.

## Accoglienza
Atomic Robo-Kid come gioco a gettoni fu molto apprezzato dalla critica europea dei suoi tempi, con almeno tre giudizi equivalenti a 9 su 10 e altri positivi, tuttavia all'epoca dell'uscita delle conversioni pare che l'originale non fosse famosissimo.
Le conversioni vennero prevalentemente apprezzate dalla stampa occidentale dei loro tempi.
Atomic Robo-Kid per Amiga ricevette molti giudizi equivalenti a 8 su 10 o comunque positivi, sebbene ci fu qualche rivista decisamente insoddisfatta. Lo stesso si può dire della versione simile per Atari ST e di quella per il meno potente Commodore 64, spesso molto apprezzata, ma pesantemente criticata da due riviste tedesche.
Atomic Robo-Kid Special per PC Engine raccolse consensi apparentemente unanimi in Europa. Atomic Robo-Kid per Mega Drive ottenne una media poco più bassa, ma sempre priva di giudizi negativi noti.